# Ctenomys fulvus
Ctenomys fulvus är en däggdjursart som beskrevs av Philippi 1860. Ctenomys fulvus ingår i släktet kamråttor, och familjen buskråttor. IUCN kategoriserar arten globalt som livskraftig. Inga underarter finns listade i Catalogue of Life. Wilson & Reeder (2005) skiljer mellan två underarter.
Med en kroppslängd (inklusive svans) av 28 till 35 cm är arten en av de större kamråttorna. Arten har gråbrun päls på ovansidan och något ljusare päls på kroppssidorna. Nosens är mörkare till svartaktig och på undersidan förekommer kanelbrun till ljusbrun päls. Även svansens ovansida är mörkare till svartbrun och svansens spets är utrustad med en ljus tofs.
Ctenomys fulvus förekommer i Anderna i norra Chile och kanske i angränsande områden av Bolivia och Argentina. Utbredningsområdet ligger ungefär 2700 meter över havet.
Denna gnagare vistas i ökenliknande bergstrakter med några buskar. Den kan även hittas i trädgrupper nära vattendrag. Individerna gräver tunnlar som skyddar de mot heta och kalla temperaturer som kan beroende på årstid variera mellan 6 och 62 °C. Födan utgörs av växtdelar, till exempel av blad från buskar i släktet Larrea.